# Rudolf Kraj
Rudolf Kraj (n. 5 decembrie 1977, Mělník, Republica Socialistă Cehă, Cehoslovacia) este un boxer ce a reprezentat Cehia, medaliat olimpic. A participat la o ediție a Jocurilor Olimpice (2000) în care a câștigat o medalie de argint.

## Participări
Lista de mai jos prezintă principalele competiții la care a participat Rudolf Kraj de-a lungul carierei.
- boxing at the 2000 Summer Olympics – light heavyweight[*]